# Sítio Arqueológico da Quinta dos Patudos
O Sítio Arqueológico da Quinta dos Patudos é um sítio arqueológico com um povoado ou necrópole da Idade do Bronze, e uma necrópole de incineração da Idade do Ferro / Romana, situado na freguesia de Alpiarça, concelho homónimo do distrito de Santarém ( Ribatejo ). Por vezes referido como o "castelo" de Alpiarça, faz parte de uma estação arqueológica dentro da Quinta dos Patudos, que inclui o Castelo de Alpiarça, o Cabeço da Bruxinha, a Necrópole do Tanchoal e a Necrópole do Meijão.

## História
É provável que a construção do povoado original tenha começado entre os séculos V e IV a.C., resultante de um castro, ou povoado fortificado. 
A zona continuou a ser utilizada durante a ocupação romana; algumas urnas do Tanchoal datam desse período. Alpiarça é importante pelas notáveis necrópoles, povoações proto-históricas e romanas; a presença de vários marcos romanos consagrados ao imperador Trajano, sugerem uma ligação vital a Mérida (Augusta Emerita).
O sítio era reconhecido desde o início do século XX, mas não foram realizados levantamentos até 1973 com  escavações arqueológicas sistemáticas, sob a direção de Gustavo Marques e Gil Miguéis de Andrade, tendo muitos dos objetos descobertos sido transferidos para o Museu da Casa dos Patudos. O Instituto Arqueológico Alemão realizou novas investigações em 1979 na zona do Cabeço da Bruxa e Alto do Castelo, sob a direção de Philine Kalb e Martin Hoeck. O material descoberto durante esta investigação (principalmente várias urnas) também foi deixado na posse do museu.

## Arquitetura
O sítio situa-se num planalto, situado entre terrenos agrícolas a sul da aldeia de Alpiarça, atravessado pela EN. 118.  A leste do castelo existe um planalto que domina a região, flanqueada a norte pela necrópole do Tanchoal e a sul pela necrópole do Meijão, ambas delimitadas pela Ribeira do Forno e pela Ribeira da Atela, respetivamente. A poente da estrada fica o Cabeço da Bruxinha, um topo de colina separado por uma depressão de cerca de 15 m do castelo de Alpiarça.
O castelo de Alpiarça corresponde a um grande castro, com cerca de 1150 metros, circundado por um grande muro de pedra e areia, coberto por vegetação, com zonas descontinuidade a sudeste, que podem remeter às antigas entradas do local.  O ponto mais elevado é uma área aberta, situada em diferentes níveis, que poderá ser representativa de outros recintos amuralhados, há muito desaparecidos, que formavam uma acrópole.  O Cabeço da Bruxinha, situado no topo da colina oposta, parece distanciado artificialmente do planalto onde se situa o castelo. Nos flancos norte e sul existem duas necrópoles.
A primeira descoberta significativa foi relatada por Mendes Correia na Necrópole do Tanchoal: um depósito funerário incinerado, composto por 17 urnas cheias de cinzas e carvão, enterrado a uma profundidade entre um metro e um metro e vinte. No local os arqueólogos descobriram um machado e uma pulseira de bronze, um vaso caliciforme e uma tigela decorada. A limpeza dos artefactos cerâmicos revelou desenhos ornamentados, que mais tarde seriam designados pelos arqueólogos como " cerâmica de engobe brunido do tipo Alpiarça ".  Muitos dos artefactos descobertos no local foram expostos no Museu da Casa dos Patudos e no Museu Antropológico da Universidade do Porto.